# Claes Leo Lagergren
Claes Leo Alexander Carl Erik Johan Axel Claesson Lagergren, född 12 december 1892 i Stockholm, död 3 november 1961 i Tyresö församling, var en svensk påvlig markis, påvlig kabinettskammarherre och direktör.
Claes Leo Lagergren var son till markis Claes Lagergren och Caroline Russell. Han genomgick lantbruksskola i Bonn och handelsskola i Gent samt bedrev språkstudier i Frankrike 1911–1914. Han praktiserade export-, import- och bankväsende i USA 1915–1923. Han tjänstgjorde som påvlig kabinettskammarherre 1922–1933 och var verkställande direktör i Tyresö Förvaltningsbolag från 1930. Han företog också vidsträckta resor.
Han gifte sig första gången 1932 med Ingert Bjuggren (1908–1967), omgift Brusén, dotter till skriftställaren Helge Malmberg och skådespelaren Anna Rosenbaum, och andra gången 1940 med Gunvor Nielsen (1911–1973), dotter till direktören Fredrik Nielsen och hans andra hustru Elsa Johansson samt syster till skådespelaren Gunnar Nielsen och TV-mannen Lennart Hylands hustru Tuss Hyland. Lagergren är begravd på Katolska kyrkogården i Stockholm.